# Чинді
Чи́нді (англ. Khosolo Gwaza Jere) — традиційна громада у складі дистрикту Мзімба Північного регіону Малаві.
Населення — 161938 осіб (2018).